# Bdelyrus metaensis
Bdelyrus metaensis е вид бръмбар от семейство Листороги бръмбари (Scarabaeidae).

## Разпространение
Видът е разпространен в Колумбия.